# شیری (کهگیلویه)
شیری (کهگیلویه)، روستایی از توابع بخش مرکزی شهرستان کهگیلویه در استان کهگیلویه و بویراحمد ایران است.
مکان قدیمی اهالی ایل بزرگ تامرادی و طایفه علی حیدر 
برادران مولا نظر لطفعلی غوچعلی فتحعلی که بعد از حوادث زیاد پراکنده شدن به سمت شهر های یاسوج و دهدشت و دشت کلاچو تل کوچک

## جمعیت
این روستا در دهستان دهدشت شرقی قرار دارد و براساس سرشماری مرکز آمار ایران در سال ۱۳۸۵، جمعیت آن ۱۵۹ نفر (۲۹خانوار) بوده‌است.